# Time for Heroes: The Best of The Libertines
Albums de The Libertines
Up the Bracket
(2004) Anthems for Doomed Youth
(2015)
Time for Heroes: The Best of The Libertines est une compilation du groupe de rock anglais The Libertines, sorti en octobre 2007. Depuis le single "What Became Of The Likely Lads" (octobre 2004), c'est le premier enregistrement que le groupe sort. Cet album contient des chansons déjà sorties. Toutefois, "The Delaney" et "Don't Look Back Into The Sun" n'apparaissent pas sur les albums du groupe alors que "Mayday" et "What A Waster" sont sortis sur les versions américaine et australienne de Up the Bracket. Le groupe n'a apporté aucune nouvelle chanson dans cet album.

## Liste des morceaux
1. "Up the Bracket"  de Up the Bracket
2. "Time for Heroes"  de Up the Bracket
3. "Mayday"  de "What a Waster" ou version australienne de Up the Bracket
4. "Don't Look Back into the Sun"  de Don't Look Back into the Sun/Death on the Stairs (EP)
5. "Tell the King"  de Up the Bracket
6. "What Katie Did"  (Doherty)  de The Libertines
7. "Can't Stand Me Now"  (Doherty / Barât / Hammerton)  de The Libertines
8. "What a Waster"  from "What a Waster" ou version américaine de Up the Bracket
9. "The Delaney"  B-Side de "Up the Bracket"
10. "Boys in the Band"  de Up the Bracket
11. "Death on the Stairs (Re-recorded)"  de Don't Look back into the Sun/Death On the Stairs EP
12. "I Get Along"  d'Up the Bracket
13. "What Became of the Likely Lads"  de The Libertines

### Chansons bonus pour la version Japonaise
1. "Vertigo"
2. "Music When The Lights Go Out"

### Chansons bonus pour la version iTunes
1. "Horrorshow [Demo]"